# مصفوفة مشابهة
في علم الجبر الخطي، توصف مصفوتين A و B مربعتين (أي بأبعاد n×n) بالـ تشابه في مجال K في حال وجود مصفوفة P في مجال K بحيث:
{\displaystyle \!P^{-1}AP=B.}
وأحد معاني تحويل التشابه هو تحويل مصفوفة A إلى مصفوفة B

## الخصائص
التشابه هي علاقة تطابق في مجال المصفوفات المربعة. تتشارك المصفوفات المتشابهة بخصائص متعددة:
- الرتبة (rank)
- المحدد
- الأثر (trace)
- القيمة الذاتية إلا أن المتجه الذاتي يكون مختلفا.
- كثيرات الحدود المميزة (characteristic polynomial)
- كثيرات الحدود الاصغرية (minimal polynomial)
- المقسوم عليه المبدئي.

وهناك سببين لهذا التشابه:
- المصفوفتين المتشابهتين لهما نفس التساقط الخطي (linear map) إلا أن لهما قاعدة فضاء متجه (basis of a vector space) مختلفة.
- ان التساقط X {\displaystyle \mapsto } P−1XP هي مورفيزم ذاتية من نوع الجبر الترابطي لكل مصفوفات n-في-n.

وبسبب هذه الخواص، عاذة ما تحول أي مصفوفة مربعة A إلى مصفوفة مشابهة B بسيطة مما يجعل أمرد دراستها وتحليلها أسهل.

## تطبيقات
- تستعمل المصفوفات المتشابهة في علم المعلوماتية الحيوية لضبط التراصف التسلسلي.
- وفي الرياضيات التطبيقية، تستعمل المصفوفات المتشابهة لحساب دالات المصفوفات مثل أس المصفوفة وقوة المصفوفة.

## مجالات أخرى
- في نظرية الزمر، تسمى التشابه الفئة الزواجية (conjugacy).
- في نظرية التصنيف، وبالنسبة لفصيلة Pn من مصفوفات n-في-n عكاسية، فإن أي تعريف لتشابه مستطيل التي حرسل مصفوفة A ذو أبعاد m-في-n إلى Pm−1APn فالفصيلة تعرف المدلل(functor) أوتومورفيزمي للتصنيف لكل المصفوفات المؤلفة من الأرقام الطبيعية ومورفيزم من n إلى m والمصفوفة m-في-n التي أسست من عمليى ضرب الصفوفات.